# San José de Bocay
San José de Bocay è un comune del Nicaragua facente parte del dipartimento di Jinotega.